# Ochradenus
Ochradenus is een geslacht uit de resedafamilie (Resedaceae). De soorten komen voor van de Sahara tot in Noordwest-India.

## Soorten
- Ochradenus arabicus Chaudhary, Hillc. & A.G.Mill.
- Ochradenus baccatus Delile
- Ochradenus gifrii Thulin
- Ochradenus harsusiticus A.G.Mill.
- Ochradenus socotranus A.G.Mill.
- Ochradenus somalensis Baker f.
- Ochradenus spartioides (O.Schwartz) Abdallah

Caylusea · 
Ochradenus · 
Oligomeris · 
Randonia · 
Reseda · 
Sesamoides